# Demm

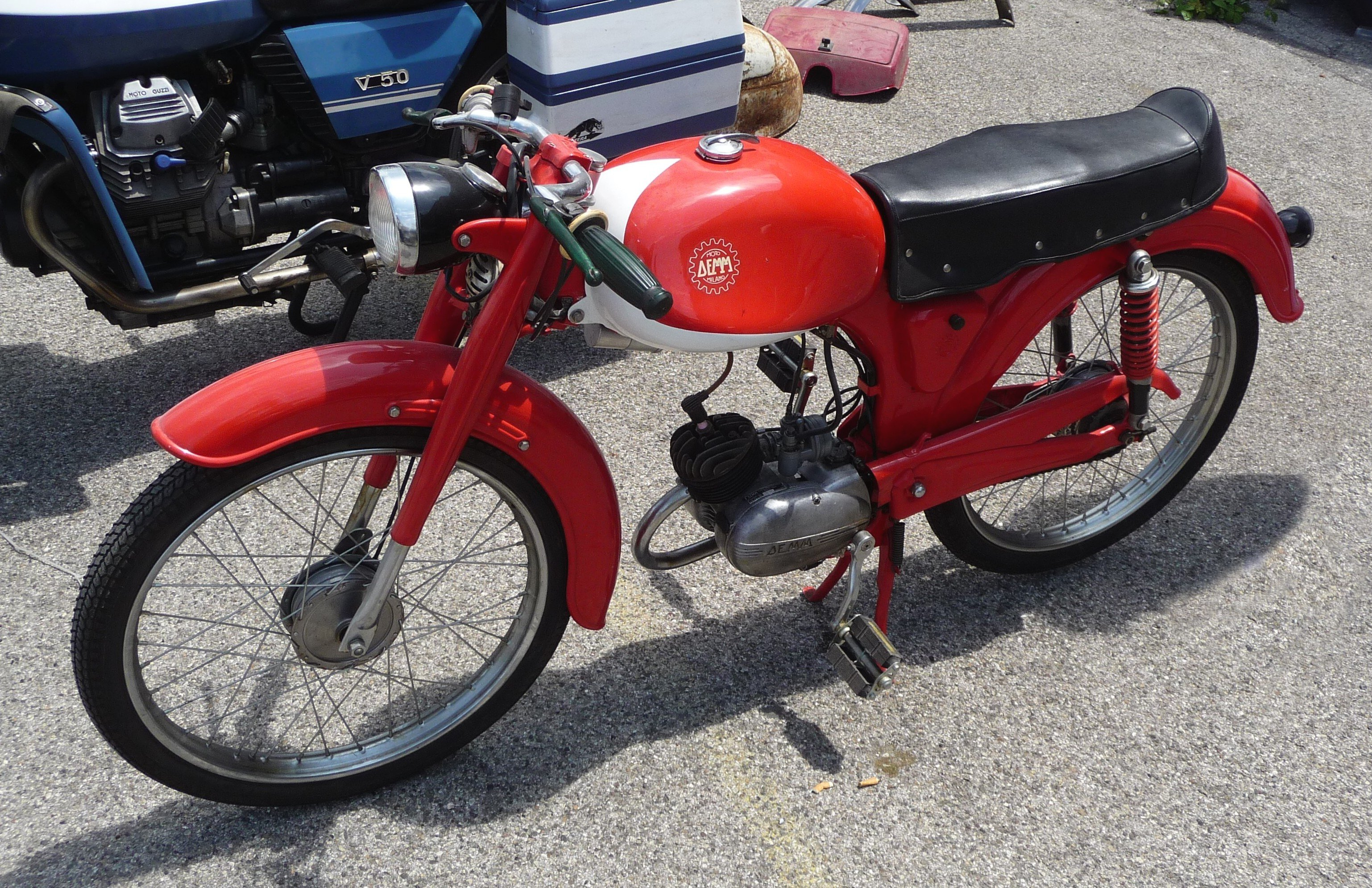
Demm bromfiets

Demm is een historisch Italiaans merk van inbouwmotoren, bromfietsen en motorfietsen.
De bedrijfsnaam was S.p.a. Officine Meccaniche Fratelli Daldi & Matteucci, Porretta Terme, Bologna, later Milano.
Demm was van oorsprong een tandwielfabriek, maar ging vanaf 1953 motorfietsen produceren. Demm bouwde aanvankelijk motorfietsen met 125- en 175cc-twee- en viertaktmotoren, maar in de jaren vijftig richtte men zich steeds meer op 49cc-bromfietsen met eigen blokken. Deze motorblokken werden als inbouwmotor ook aan andere merken geleverd.
In 1956 behaalde het merk een aantal snelheidsrecords in de 50-, 75- en 100cc-klasse. Bovendien werd een duurrecord gevestigd: in twaalf uur behaalde men een gemiddelde snelheid van 99,879 km per uur op Monza.
Waar de meeste andere merken die zich specialiseerden in lichte motorfietsjes kozen voor twee- óf viertaktmotoren, waren de Demm-modellen met beide varianten leverbaar. Daarbij waren de tweetakten weliswaar goedkoper, betrouwbaarder en eenvoudiger te onderhouden, maar een markt voor lichte viertaktjes was er zeker. In 1956 leverde het merk al drieversnellingsmodellen.
Van 1959 tot en met 1960 werden ook een aantal 49cc-wegracers gefabriceerd in verschillende uitvoeringen. De viertaktmotoren waren voorzien van een dubbele bovenliggende nokkenas die aangedreven werden door een koningsas. In 1962 werd een laatste poging gedaan in de 50cc-wegrace. De machines hadden nu twaalf versnellingen, maar al na de eerste wedstrijd in Imola was duidelijk dat Demm niet meer kon concurreren tegen de snelle racertjes van Honda en Suzuki.
In 1957 kwam er een 49cc-scooter, de Demm David. Er kwamen steeds meer verschillende modellen, waaronder de Minidemm uit 1969. Deze populaire bromfiets had een 44cc-blokje dat naast het achterwiel zat achter een kap. Het ontwerp kan gebaseerd zijn op dat van de Honda P50, die reeds in 1966 verscheen met een 49cc viertaktmotor in het achterwiel.
In de jaren zeventig beperkte Demm zich tot de productie van inbouwblokjes en bromfietsen. In 1983 eindigde de productie.

## Spot- en bijnamen
DEMM (Algemeen): De Enige Magnifieke Motor. Slagzin bedacht door de Nederlandse importeur Westor.